# I’m Breathless
Az I'm Breathless: Music from and Inspired by the Film Dick Tracy című album az amerikai énekesnő Madonna második filmzenei albuma, amely az 1990 nyarán bemutatott Dick Tracy című film betétdalait tartalmazza. A filmben Madonna Mahoney szerepében játszott, melyben akkori barátja Warren Beatty játszotta a főszerepet. A forgatás befejezése után Madonna megkezdte a munkálatokat az albumon, melyben Stephen Soundheim dalszerző is segédkezett, valamint Patrick Leonard producer, és Bill Bottrell hangmérnök. Shep Pettibone az album első kimásolt kislemezét a Vogue címűt készítette el. Az albumot három hét alatt rögzítették a Kaliforniai Johnny Yuma Recording és Ocean Way Stúdiókban.
Zenei szempontból az "I'm Breathless" leginkább Jazz, Swing, és Pop zenei dalokból áll. A dalok Madonna személyiségét tükrözik, mely a Beatty-vel lévő fennálló kapcsolatát is tükrözik. Az énekesnő olyan zenét akart létrehozni, mely illeszkedik a film stílusához, és produkciójához, melyet az Untouchables bűnüldözés napjaiban alakítottak ki, és ennek megfelelően énekelte a dalokat. Bizonyos dalokban még a hangját is megváltoztatta, és cigarettázott is, hogy az album hangzása az akkori kornak megfelelő legyen. Beatty és Mandy Patinkin duettpartnerként is szerepeltek három dalban.
Az I'm Breathless és előzőleg megjelent albuma, a Like a Prayer népszerűsítéseként Madonna elindult a Blond Ambition World Tour nevű világ körüli turnéra, ahol egy külön szekciót szenteltek az album dalainak. A kritikusok elismerték az előadást, és Madonna díjat nyert az 1990-es Pollsatar Concert Industry Díjkiosztón. A katolikus képek felhasználása végett II. János Pál pápa a show bojkottálására szólította fel az embereket. A turné után Madonna az 1990-es MTV Video Music Awards díjkiosztón, és az 1991-es Academy díjkiosztón adta elő az album dalait. A "Vogue" az I'm Breathless első  kislemeze volt, mely Madonna egyik legsikeresebb dala lett, mely több mint 30 országban elérte az első helyezést. A kritikusok azt is elismerték, hogy a dal egy befolyásos dal, miközben a klip hozzájárult ahhoz, hogy a "vogueing" népszerűvé váljon. A második, és egyben az utolsó kislemez a Hanky Panky Top 10-es helyezés volt az Egyesült Államokban, és az Egyesült Királyságban.
A zenekritikusok pozitívak voltak a Soundheim által írt dalokért, melyben Madonna énekét, és sokoldalúságát is elismerték. Néhányan azonban úgy ítélték meg, hogy a nem film dalok kevésbé értékesek. A A zenekritikusok tapsolták a Sondheim számokat, Madonna énekét és sokoldalúságát. Néhányan azonban úgy ítélték meg, hogy a nem film dalok kevéssé értékűek. A  "Sooner or Later" című Soundheim féle dal elnyerte az Akadémia díját, a legjobb eredeti dal kategóriában. Az I'm Breathless kereskedelmileg sikeres album volt, és az első helyen szerepelt az European Top 100 albumlistáján. De felkerült Ausztrália, Németország, és Japán nemzetközi albumlistáira is. Japánban az ország legkelendőbb külföldi albuma lett, mely ugyancsak helyezett lett az Egyesült Államok Billboard 200-as albumlistáján is, ahol a 2. helyet sikerült megszereznie. Az Amerikai Hanglemezgyártók Szövetsége az albumot dupla platina minősítéssel díjazta az eladott 2.000.000 példányszám alapján. Világszerte több mint hétmillió példány talált gazdára.

## Előzmények
1990-ben Madonna szerepelt a Dick Tracy című filmben, Mahoney szerepében. Warren Beatty pedig a film főszereplője volt.  Madonna azt nyilatkozta a Premiere magazinnak, hogy kezdetben arra várt, hogy Beatty hívja fel a filmszerep végett, de ő nem tette meg, ezért az énekesnő úgy döntött, hogy önként vesz részt. Mahoney a filmben minimálbérért dolgozott a favoritizmus elkerülése érdekében. A forgatás 1989. február 2-án kezdődött. A filmkészítők fontolóra vették a film helyszíni forgatását Chicagoban, Illnois államban, de végül úgy döntött Richard Sylbert tervező, hogy az Universal Pictures-t használják erre a feladatra. Egyéb felvételekre pedig a Warner Bros stúdiójában, Burbank került sor. Beatty gyakran tucatnyi felvételt készíttetett minden egyes jelenetből. A filmet végül 1990. június 15-én jelentették meg az Egyesült Államokban, mely a harmadik legnagyobb nyitó hétvége volt 1990-ben. A Dick Tracy az Egyesült Államokban a 9.legjobban teljesítő film volt, és világszerte a 12. helyezést érte el. A filmről a kritikusok pozitív véleménnyel voltak. Roger Ebert a Chucago Sun-Times-től dicsérte a matt festményeket, a művészi irányzatot, és a smink dizájnját. "A Dick Tracy az egyik legeredetibb és látomásszerű film, amit képernyőn láttam".
Betty számos pozitív szempontból felismerte Madonna színészi tehetségét a filmhez. Madonna hajlandó lenne fejleszteni a Dick Tracy filmzenét, melyet a filmstúdió promóciós lehetőségnek tekinti a megjelenés előtt, mivel Madonna népszerű énekes volt. Ez a Warner Bros. javára is előnyös lenne, amely okkal szolgálna egy új Madonna lemez kiadására. J. Randy Taraborrelli a Madonna életrajzi könyvében azt írta, hogy a 80-as években a lemezkiadók kiadtak olyan albumokat, amelyek szorosan kapcsolódtak egy filmhez, ezáltal kettős promóciót szerezve. Ezeket elsősorban filmzeneként nevezték el, bár sokuk nem volt kapcsolatban a filmmel. A Dick Tracy forgatása után Madonna elkezdett dolgozni a filmzenén. Elkezdte a Stephen Soundheim által írt dalok felvételét a filmhez. A "Sooner or Later", "More" és "What Can You Lose" című dalok voltak azok, melyek az album részét képezik, de új stílusú, hasonló dalokat kellett írnia és kifejlesztenie. Madonna elkészítette az egész albumot, beleértve a Soundheim dalokat is. "Azt akarom, hogy az emberek egy komédiás színésznőként gondoljanak rám. Ez az album nekem szól, ez egy szakasz, nemcsak popzene, hanem dalok is, melyek számunkra másképp érződnek, ez a színházi érzés" – mondta Madonna
Madonna akkoriban kapcsolatban volt Beatty-vel, mely során az egész felvétel, és éneki munka fontos volt számára. Beatty és Mandy Patinkin színész is kölcsönadta a hangját az album dalaihoz. Mielőtt az album elkészült volna, mindig szükség volt egy előadóra. Ugyanakkor Madonna és Shep Pettibone  producer úgy döntött, hogy egy új dalt készít "Vogue" elnevezéssel, amely a Keep It Together című kislemez B. oldalán kapott helyet. Annak érdekében, hogy a dal jobb helyezést érjen el a listákon, a Warner vezetői úgy döntöttek, hogy kiadják kislemezen is, mely végül rákerült az "I'm Breathless" című albumra.

## Felvételek és összetétel

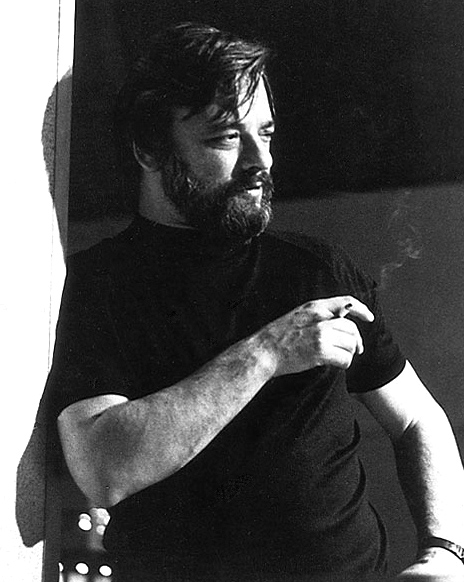
Stephen Sondheim három dalt írt az I'm Breathless albumra.

Az I'm Breathless egy jazz, swing, pop album, ahol Madonna és Soundheim megpróbálták létrehozni a Dick Tracy című filmben ábrázolt korszak zenei stílusát. Rikky Rooksby, a The Complete Guide to the Music of Madonna című könyv szerzője szerint a harmonikus és dallamos stílusok sokkal összetettebbek voltak, mint a Madonnához szokott dalok, ezért nehéznek, és igényesnek találta azokat. Madonna Patrick Leonardot is bevonta a projektbe, valamint részt vett Bill Bottrell hangmérnök is a munkálatokban. Madonna és Leonard arra készültek, hogy olyan zenét hozzanak össze, amely illeszkedik a film stílusához, és produkciójához, melyet az Untouchables bűnüldözés napjaiban alakítottak ki. Lucy O'Brien szerint miután Madonna elvált férjétől Sean Penn-től 1989-ben, kényelmes volt neki az új kapcsolat Beatty-vel, melyek befolyásolták a dalokat. Az énekes és Leonard egy tíz főből álló együttest, és jazz zenészeket foglalkoztatott. A felvételekre a Los Angeles-i Johnny Yuma Recording, és az Ocean Way Stúdióban került sor, melyet három hét alatt végre is hajtottak. Az albumon szereplő dalok tükrözik Madonna showgirl személyiségét, ahol az éneke "gyökeres", "ringató", "laza" és "lelkes" énekstílusokig terjed. Néhány dalnál, amikor Madonna hangját hangosították, csak akkor hangolták be, ha szükséges volt. Guy Pratt basszusgitáros elmondta, hogy az énekesnő a karakter miatt dohányzott a dalok valódiságának kedvéért.
O'Brien elmondta, hogy az 'I'm Breathless" dalai ellentétesek Madonna előző stúdióalbuma, a Like a Prayer albumtól, melynek introspektív kompozíciója volt. Az I'm Breathless véletlenszerűen indul el, a "He's a Man" című dallal, melyet Madonna úgy énekel, mintha egy prostituált mászkálna a körúton. Majd Madonna kísérteties éneke folytatódik tovább, míg a zene el nem halkul. Az egyik Soundheim dal, a "Sooner or Later"  egy 30-as évek beli jazz ballada zongora hangokkal, dobokkal. A füstös éjszakai klub hangulatát idézi a dal, Madonna hangját a legalacsonyabb tartományban tartva ezzel, amikor a dallam folyamatosan váltakozik. A "Hanky Panky"  a harmadik dal az albumról, és a második kimásolt kislemez, a Szadomazochizmus témával foglalkozik, és egy olyan lány köré összpontosít, aki a verésben örömét leli. Ezt szinte komikus stílusban hajtják végre, melyben Tracy ezt mondja: "You don't know whether to hit me or kiss me".
A következő dal az albumról az "I'm Going Bananas" című dal, egy Carmen Miranda dal, mely spanyol akcentussal készült. A dalban lévő salsai ritmus domináns, amikor Madonna éneklés közben összehúzza hangját, és ütőhangszerek, illetve fúvóshangszerek hangja hallatszik. Az ötödik dal a "Crybaby", melyben Madonna Betty Boop hangját utánozza. Rooksby elmondta, hogy Madonna egy olyan férfiról énekel, aki túl érzékeny, és puhány. A dal kórusa kromatikus akkordszekvenciát tartalmaz. A következő dal a "Something to Remember" című, melyben Madonna emlékezik sikertelen házasságára, melynek ötletét később az 1995-ös válogatás albumának a címe adta a Something to Remember című. Zenei szempontból melankolikus akkordokkal, és kissé zavaró dallammal rendelkezik, ami Taraborrelli szerint Madonna leginkább vonzó dalává tette.
Mark Coleman a Rolling Stone magazintól a "Back in Business" című dalt egy szaggató fejfájásnak nevezte. Ez egy lassú vers-gyors-kórusos szekvenciát tartalmazó dal. Madonna énekét a dalban trombita, és szaxofon szóló kíséri. A "More" a második Soundheim dal, amelyben Madonna ironikusan szavalt materialista témájú dalszövegeket. A dal szinkronizált akkordszerkezetből, tempóváltozásokból, és lírai rímekből áll. Az utolsó Soundheim dal a  "What Can You Lose" egy duett Patinkinnel. A dalban Patinkin adja a férfi hangot, Madonna pedig a második verseben énekel a húros hangszerek, és harmonikusok társaságában.
Madonna egy két részből álló duettet énekel Beatty-vel, a "Now I'm Following You" címűt, mely során Madonna egy riff ütés során felfedi, hogy a "Dick" egy érdekes név. Az első részben húros hangszerek, fúvósok, és zongora hangok, blues effektusokkal hallatszanak, majd az utolsó akkordnál a hang elakad, és egy lemezjátszótű hang hallatszik, ahogyan karcolódik a hanglemezen. Ezután a dal a második részbe vezet, mely sokkal gyorsabb, mint az előző. A "Dick" szó folyamatosan elhangzik a dallam fő szerkezetében, amíg a dal véget nem ér, egy lemezjátszó hangjának hirtelen elhalkulásával. Bill Meyers, aki a felvétel közben zongorázott, emlékeztetett arra, hogy a dal csupán egy felvételt igényelt Beatty-től. Az albumot a Vogue zárja, mely zeneileg különbözik a többi daltól. Ez egy táncos dal, melynek az eskapizmus a témája. A dal a Vogueingről szól, arról a táncformáról, mely a divatos modellezésből fakad. A dalnak van egy rap szakasza is, ahol Madonna különféle hollywoodi filmsztárokat sorol fel, úgy mint Greta Garbo , Marilyn Monroe és Marlene Dietrich .

## Promóció

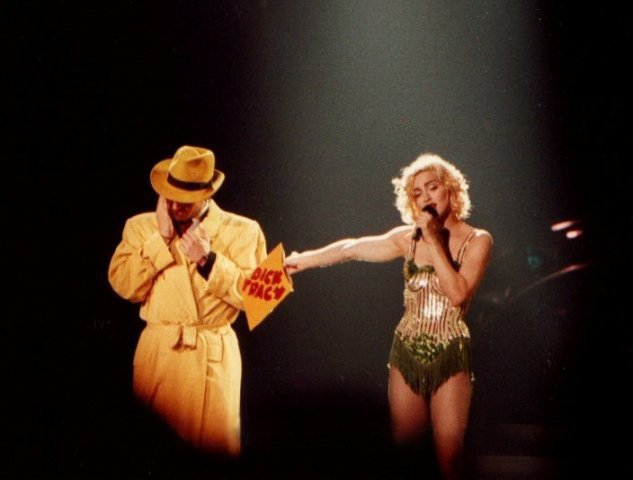
Madonna előadja a "Now I'm Following You" című dalt Dick Tracy-vel a Blond Ambition világturnén

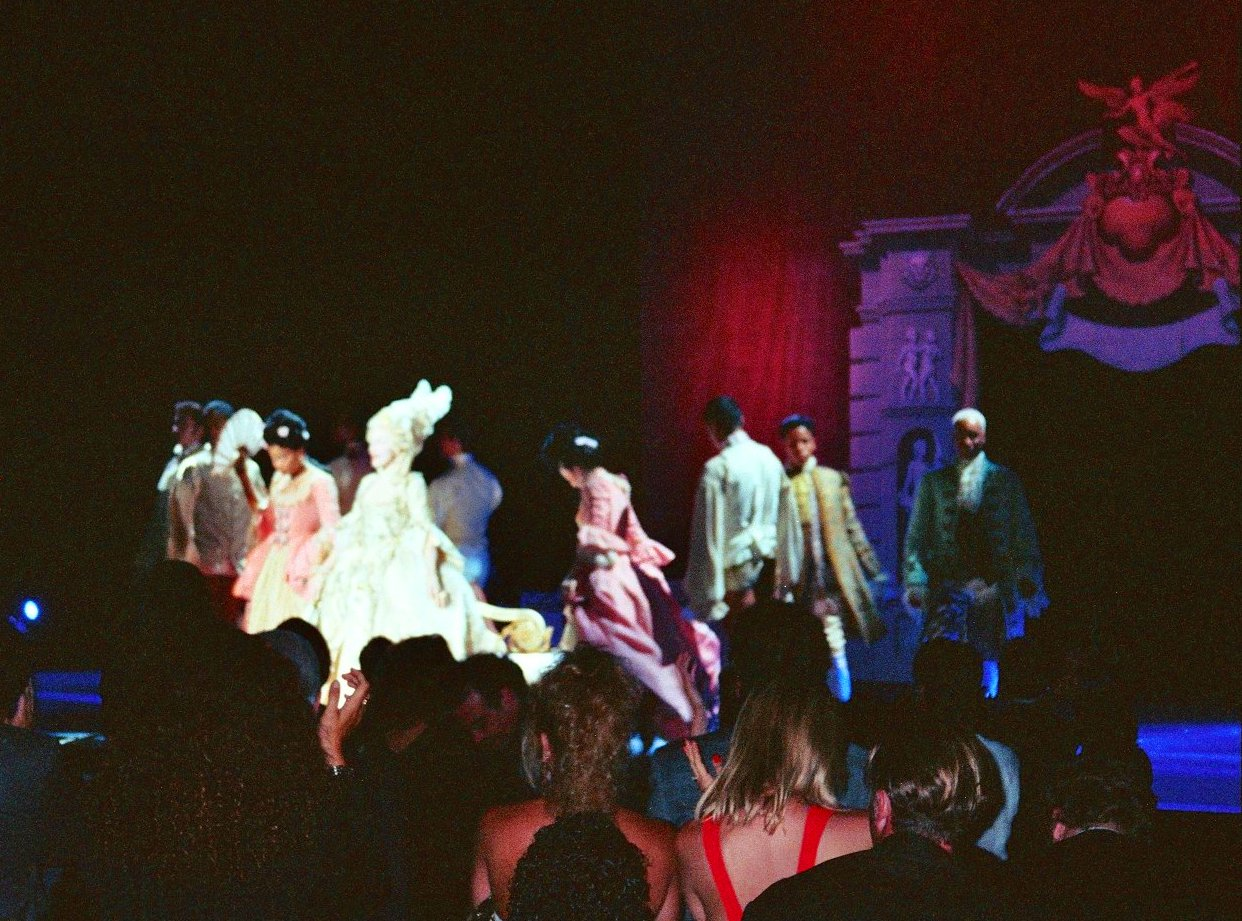
A "Vogue" előadása az 1990-es MTV Video Music Awards-on.

Madonna a "Vogue"-t először a Blond Ambition turnén mutatta be, mely 1990. április és augusztus között zajlott., majd az a dalt előadta az 1990. szeptember 6-án megrendezett MTV díjátadón, ahol díjat nyert. Ő és táncosai egy 18. századi ihletésű ruhákban léptek színpadra, melyet Marie Antoinette ihletett. Madonna egy 18. századi bíróságot idézett meg, melyben az előadás során szexuális beavatkozások történtek. Az egyik pillanatban az énekesnő felemelte a szoknyáját, és az egyik táncos átmászott alatta, és kijött a másik oldalon. A táncos, Carlton Wilborn elmondta, hogy az MTV még soha nem készített ilyen színvonalú produkciót. "A jelmezek, a rajongók, a dráma...Az MTV-nek fogalma sem volt, mi csak kijöttünk a színpadra, és előadtuk az dalt". O'Brien az előadást inspirálónak találta, mely egy ragyogó pillanat volt, mely megemelte a program jövőbeli előadásainak színvonalát. A Billboard később a díjbemutató hatodik legjobb előadásaként tartotta nyilván.
Az 1991. évi Akadémia-díj átadó alkalmával Madonna Michael Jacksonnal együtt jelent meg. Előadásként pedig a "Sooner or Later" című dalt szerepelt. Liz Smith újságíró szerint Madonna megígérte, hogy fellép a díjátadón, ha a "Sooner or Later" vagy a "More" kerül be a legjobb eredeti dal kategóriába. A díjátadón egy hosszú feszes fehér ruhát viselt, melyet Bob Mackie tervezett, flitterekkel és gyöngyökkel borítva. A nyakában egy 20 millió dollár értékű ékszert viselt Harry Winston-tól. Taraborrelli emlékezett arra, hogy Madonna Marilyn Monroe mozdulatait, és előadásmódját vonultatta fel a színpadon, ezzel tisztelegve a színésznő előtt.  Amikor színpadra lépett, technikai nehézségek merültek fel azzal, hogy a mikrofon nem emelkedett fel a színpad alól, és azt kézzel adták oda neki. A Billboard minden idők 7. legfélelmetesebb Oscar előadásaként mondta ki az előadásmódot, mondván, hogy Madonna olyan előadást nyújtott, mely visszavitte a nézőt a régi Hollywoodi filmvilág elbüvőlő napjaiba.

### Turné
Az I'm Breathless, valamint Madonna előző albuma a Like a Prayer nagy szerepet játszottak Madonna harmadik koncert körútján, a Blond Ambition világturnén, mely Ázsiában, Észak-Amerikában, és Európában került megrendezésre. Az 57 dátumból álló koncert öt részre oszlott. Az elsőt az 1927-es német expresszionista film, a "Metropolis" ihlette, a második vallási témákkal foglalkozott, a harmadik a Dick Tracy és a kabaré világába kalauzolta el a közönséget, a negyedik a művészettel foglalkozott, míg az ötödik a ráadás volt. A show szexuális témákkal foglalkozott, és katolikus képeket sugárzott a show alatt, mint például a Like a Prayer című dal előadása alatt, mely egyházi környezetben született. Madonnán feszület volt, papoknak és apácáknak öltözött táncosokkal. A koncertet a szexuális tartalom, és vallási dolgok miatt kritizálták. Toronto-ban letartóztatással fenyegették Madonnát, az obszcenitás miatt. II. János Pál pápa később bojkottot kért a három olaszországi fellépés egyik dátumának törlésével. Ennek ellenére a turné sikeres volt, mellyel 1990-ben elnyerte a Pollstar Concenrt Industry Díjkiosztó által a legkreatívabb színpadi produkció díját.
Az I'm Breathless című albumról a "Sooner or Later" című dal előadása közben a  zongora tetején énekeltek, majd ezt követte a "Hanky Panky" című dal, ahol Madonna egy mikrofon előtt állt, és énekelt. Az előadáson egy csíkos vaudeville stílusú fűzős ruhát viselt, és egy nightclub énekesnőjének bőrébe bújt bele. Az előadás végén Madonna viccelődött: "Mindannyian ismerik a jó verés örömeit, ugye? [...] Amikor az embereket bántom, jobban érzem magam, tudod mit értek ezen?" A szegmens utolsó dala a "Now I'm Following You" című dal volt, melyen Madonna közösen táncolt Salim Gauwloos táncossal, aki Dick Tracy-ként lépett színpadra. A Dick Tracy "szégyentelen promóciója" kapcsán O'Brien elmondta, hogy ez a rész volt a show legkevésbé dinamikus része.

### Kislemezek
| #  | Kislemez    | Megjelenés        |
| -- | ----------- | ----------------- |
| 1. | Vogue       | 1990. március 20. |
| 2. | Hanky Panky | 1990. június 30.  |

A Vogue 1990. március 20.-án jelent meg az album vezető kislemezeként. A deep house stílusú dal Madonna nyolcadik kislemeze volt a Billboard Hot 100-as listán.  A dal az amerikai Hot Dance Club Play listán is az élvonalban volt. Nemzetközi szinten a dal 30 ország toplistájának élén szerepelt, úgy mint az Egyesült Királyság, Kanada, és Finnország. A dal 1990-ben a világ legkelendőbb kislemeze, melyből több mint hatmillió példány fogyott. A "Vogue" a megjelenés óta folyamatosan elismert. A kritikusok dicsérték a dalt, melyet funky-s fülbemászó dalnak hívtak, és az énekesnő csúcspontjaként tartják számon.
A "Vogue" zenei videóját David Fincher rendezte. Madonnát különféle aranykori hollywoodi színésznők tisztelgésével mutatta be. A dal fekete-fehér videójának ihletét a 20-as évek, és a 30-as évek adták. A klipben Madonna és táncosai különféle koreográfiai jelenetekkel láthatóak. A kritikusok felhívták a figyelmet arra, ahogyan Madonna felhasználta a posztmodern befolyását, hogy egy földalatti szubkulturális mozgalmat építsen, és a szexuális, valamint a nemi szerepeket félreérthetővé tegye az emberek számára. A dalt többféle alkalommal sorolták be különböző kritikusok általi listákra, és közvélemény kutatások, valamint az 1990-es MTV Video Music Awardson a 9 jelölésből hármat megnyert.
Az album második kislemezét, a Hanky Panky-t, 1990. június 30.-án adták ki. A dal kritikusok általi reakcióját a The New York Times írta meg, melyben a dalt "kiszámított és egyben felháborító ajánlatnak" nevezték. A dal kereskedelmileg sikeres volt Új-Zélandon, az Egyesült Királyságban, ahol Top 10-es lett. Az Egyesült Államokban 1990. július 28-án lett Top 10-es helyezés.
A "Now I'm Following You" című dal második része eredetileg az album harmadik kislemeze lett volna, azonban törölték. Több remixet összehangoltak, és promóciós test pressingen adták ki.

## Kritikák
| Értékelések                |           |
| Értékelő                   | Értékelés |
| AllMusic                   | [ 49 ]    |
| Christgau's Consumer Guide | A         |
| Entertainment Weekly       | A         |
| Q magazin                  | 3/5       |
| Rolling Stone              | [ 52 ]    |
| Slant magazine             | [ 53 ]    |
| The Village Voice          | A–        |

J. Randy Taraborrelli kedvezően írt az albumról az An Intimate Biography című könyvében. Az albumot Madonna egyik legnagyobb zenei pillanatának nevezte, és dicsérte a vokális teljesítményét. Allen Metz és Carol Benson a The Madonna Companion című könyvükben azt írták, hogy az album jól illeszkedik Madonnához. Lucy Lara a Manila Standard Today-től az albumot "megfelelő döntésű album"-nak írja le, mert úgy találta, hogy Madonna énekesi sokoldalúságát, valamint popszemélyiségének aspektusait mutatja be. Hozzátette, hogy az album képes volt bebizonyítani, hogy Madonna sok más dologra is képes, nemcsak a félelmetes dolgokra.  Liz Smith a Sarasota Herald Tribune által pozitív véleményt nyilvánított az albumról, kiválónak nevezte azt, kiemelve a Soundheim által írta dalokat.
Ray Boren-t (Deseret News) lenyűgözte Madonna énekhangja, melyet nevetségesnek és aranyosnak nevezett, kiemelve ezzel a "Vogue"-t és a "Something to Remember"-t. Greg Sandow az Entertainment Weekly-től dicsérte az albumot, Madonnát pedig egy vokális personának nevezte, akinek a hangja még nem tökéletes, de még mindig gazdagabb, mint a korábbi dalaiban. Robert Christgau a The Village Voice szerint a lemez "show-tune-pop-slock" megfelel Madonna szellemi és zenei származásának, mellyel biztosan tudja, hogyan kell helyesen tenni. Itt az általa legjobb zeneszámokat említi: "Cry Baby", He's a Man", és a "Hanky Panky". A Rolling Stone az öt csillagból hármat adott az albumra, és pozitívan értékelte az albumot, mondván Madonna még mindig képes meghatározatlanul valami extrát összehozni a "Vogue" című dalban. Sal Cinquemani a Slant magazintól az öt csillagból négyet adott, kijelentve: "Az album bizonyítja, hogy Madonna valódi reneszánsz nő".
Jon Pareles (The New York Times) szerint, miután Madonna a rossz lány szerepét játszotta, furcsa volt, hogy most ő hagyta, hogy az üzlet diktálja a zenét. Tan Gim Ean (New Straits Times) megjegyezte, hogy Madonna az erősségei ellen játszott az album dalaiban. Az énekét "hozzáértőnek" írta le, de megjegyezte, hogy a dalok nagyobb hatótávolságot, és agilitást igényelnek, mint ami Madonna rendelkezésére áll. Dave Tianen a Milwaukee Journal Sentinel-ből az albumot egy vegyes korszerű albumnak írta le, melyek közül néhány túlságosan aranyos a maga nemében, és hozzátette, hogy az I'm Breathless soha nem lesz több, mint a saját módszereinek összessége. Az AllMusic kritikusa Stephen Thomas Erlewine azt állította, hogy a dalok csupán "udvarias újdonság dalok", és a "Vogue" a kiemelkedő ezek közül. Rooksby az album hallgatása után azt mondta, hogy nem haladja meg a steril utánzatot, a tartósított borostyán minőségét. Gondolva itt a 20-as 30-as évek stílusára. Mark Cooper a Q magazin 1990. júniusi számában arról panaszkodott, hogy "Csalódás, mert maga Madonna olyan határozott, és elkötelezett egy olyan karakter iránt, mint akit játszott.  Ebben a magazinban 1994 decemberében Madonna kijelentette: "Azt kellene mondanom, hogy a kedvenc felvételeim a Dick Tracy zenéje. Szeretem mindegyik dalt...Megítélésem szerint ez soha nem a világ reakcióján alapszik.

## Sikerek
Az I'm Breathless a Billboard 200-as albumlista 44. helyén debütált 1990. június 9-én. Az album összesen 25 hétig maradt a listán. Az albumot az Amerikai Hanglemezgyártók Szövetsége dupla platina minősítéssel díjazta az albumot a több mint kétmillió eladott példányszám alapján. 1990. június 2-án az album a kanadai RPM albumlista 39. helyén debütált, majd végül a 3. helyre került. A november 10-i héten az album a 99. helyezés után elhagyta a listát, összesen 24 hetet töltve ezzel ott. A Kanadai Hanglemezgyártók Szövetsége (CRIA) dupla platina minősítéssel díjazta a 200.000 eladott példányszámot.
Ausztráliában az album az első helyen debütált az ARIA albumlistán, ahol az 1990. június 3-i héten egymást követően volt ebben a pozícióban, összesen 23 hetet töltve a listán. Az Ausztrál Hanglemezgyártók Szövetsége a 70.000 eladott példányszámot platinával jutalmazta. Az "I'm Breathless" az Új-Zélandi listán a 28. helyre lépett be június 3-án. A következő héten már a 2. helyet érte el, és összesen 22 hetet töltött a listán. Japánban az album Madonna második első helyezést elért albuma volt az Oricon Album listán, melyből a becslések szerint az év végéig 329.382 darabot adtak el. Az 1991. évi Japán Arany díj átadón Madonna kitüntetésben részesült, a Best Album of the Year – Pop Female, (Az év legjobb női előadója általi album)  Grand Prix Album of the Year (Az év Grand Prix albuma) és a Grand Prix Artist of the Year (Az év Grand Prix előadója) kategóriákban. Az utóbbi két helyezést a legkeresettebb nemzetközi albumért, és a legkeresettebb nemzetközi előadóért kapta.
Az album az európai piacon is sikeres volt. Németországban az I'm Breathless a Media Control albumlistának élén volt, melyet a Német Hanglemezgyártók Szövetsége (BVMI) arany minősítéssel díjazta az eladott 250.000 példány eladása végett. Franciaországban az album a 3. helyezést érte el, melyet a SNEP dupla arannyal jutalmazta, a becslések szerint 411.900 példány talált gazdára. Hollandiában az album az  1990. június 3-i  héten a 12. helyen lépett be a MegaCharts-ba. Végül elérte az 5. helyezést, és összesen 19 hétig maradt a listán. A  Nederlandse Vereniging van Producenten en Importeurs van beeldsen en geluidsdragers (NVPI) arany minősítéssel díjazta a 30.000 eladott példányszámot. Svájcban az album a június 3-i héten a 3.  helyen debütált. Tizenkilenc hét elteltével az IFPI a 25.000 eladott példányszám alapján arany minősítéssel jutalmazta az albumot. Az Egyesült Királyság albumlistájára június 2-án került fel az album a 2. helyre. Nem sokkal később a Brit Hanglemezgyártók Szövetsége dupla platinával jutalmazta az eladott 200.000 példányszámot. Az albumból világszerte 7 millió példányt adtak el.

## Számlista
| #   | Cím                                                       | Szerző(k)                                     | Producer(ek)                      | Hossz |
| --- | --------------------------------------------------------- | --------------------------------------------- | --------------------------------- | ----- |
| 1.  | He's a Man                                                | Madonna, Patrick Leonard                      | Madonna, Leonard                  | 4:42  |
| 2.  | Sooner or Later                                           | Stephen Sondheim                              | Madonna, Bill Bottrell            | 3:18  |
| 3.  | Hanky Panky                                               | Madonna, Leonard                              | Madonna, Leonard                  | 3:57  |
| 4.  | I'm Going Bananas                                         | Michael Kernan, Andy Paley                    | Madonna, Leonard                  | 1:41  |
| 5.  | Cry Baby                                                  | Madonna, Leonard                              | Madonna, Leonard                  | 4:04  |
| 6.  | Something to Remember                                     | Madonna, Leonard                              | Madonna, Leonard                  | 5:03  |
| 7.  | Back in Business                                          | Madonna, Leonard                              | Madonna, Leonard                  | 5:10  |
| 8.  | More                                                      | Sondheim                                      | Madonna, Bottrell                 | 4:56  |
| 9.  | What Can You Lose (duet with Mandy Patinkin)              | Sondheim                                      | Madonna, Bottrell                 | 2:08  |
| 10. | Now I'm Following You (Part I) (duett Warren Beatty-vel)  | Paley, Jeff Lass, Ned Claflin, Jonathan Paley | Madonna, Leonard                  | 1:35  |
| 11. | Now I'm Following You (Part II) (duett Warren Beatty-vel) | Paley, Lass, Claflin, Paley                   | Madonna, Leonard, Kevin Gilbert   | 3:18  |
| 12. | Vogue                                                     | Madonna, Shep Pettibone                       | Madonna, Pettibone, Craig Kostich | 4:50  |

## Közreműködő személyzet
| - Madonna - ének , dalszerző , producer - Warren Beatty - ének - Patrick Leonard - billentyűzetek , producer - Juh Pettibone - producer - Niki Haris - háttérének - Donna De Lory - háttérének - Dave Boruff tiszteletes - szaxofon - Bill Bottrell - producer, keverőmérnök - Ned Claflin - dalszerző - Mahlon Clark - klarinét - Jeff Clayton - szaxofon - Luis Conte - ütőhangszerek - Bob Cooper - bariton szaxofon - Kevin Gilbert - producer - John Guerin - dobok | - Abraham Laboriel - basszusgitár - Charles Loper - harsona - Bob Magnusson - basszusgitár - Jennie Douglas McRae - háttérének - Jonathan Moffett - dobok, ütőhangszerek - Abe Most - klarinét, alt szaxofon - Mandy Patinkin - ének - Tim Pierce - gitár - Jeff Porcaro - dobok - Guy Pratt - basszus - Bill Schneider - zongora - Bill Meyers - zongora - Tony Terran - trombita - Carlos Vega - dobok - Randy Waldman - zongora |

## Slágerlista
| Slágerlista (1990)                           | Legjobb helyezések |
| -------------------------------------------- | ------------------ |
| Ausztrália (ARIA Top 50 Albums)              | 1                  |
| Ausztria (Ö3 Austria Top 40)                 | 5                  |
| Kanada Top Albums/CDs RPM                    | 3                  |
| Hollandia (Dutch Charts Album Top 100)       | 8                  |
| Európa European Top 100 Albums (Billboard)   | 1                  |
| Finnország (Suomen virallinen lista)         | 1                  |
| Franciaország(SNEP)                          | 3                  |
| Németország (Media Control Top 100 Album)    | 1                  |
| Magyarország (MAHASZ Top 40 albumlista)      | 19                 |
| Japán (Oricon)                               | 1                  |
| Új-Zéland (Recorded Music NZ Top 40 Albums)  | 2                  |
| Norvégia (VG-lista Album Top 40)             | 4                  |
| Portugália (AFP)                             | 1                  |
| Spanyolország (PROMUSICAE)                   | 2                  |
| Svédország (Sverigetopplistan Top 60 Albums) | 4                  |
| Svájc (Schweizer Hitparade Top 100 Albums)   | 3                  |
| Egyesült Királyság (UK Albums Chart)         | 2                  |
| USA Billboard 200                            | 2                  |

| Slágerlista (1990)                    | Helyezések |
| ------------------------------------- | ---------- |
| Ausztrália (ARIA)                     | 26         |
| Kanada Canada Top Albums/CDs (RPM)    | 19         |
| Németország (Ofizielle German Charts) | 34         |
| Svájc (Schweizer Hitparade)           | 23         |
| Egyesült ÁllamokBillboard 200         | 42         |

| Slágerlista (2019)                                     | Legjobb helyezés |
| ------------------------------------------------------ | ---------------- |
| Egyesült Államok US Soundtrack Album Sales (Billboard) | 21               |

## Minősítések
| Ország                       | Minősítés  | Eladás    |
| ---------------------------- | ---------- | --------- |
| Ausztrália (ARIA)            | platina    | 70.000    |
| Ausztria (IFPI Austria)      | arany      | 25.000    |
| Brazília (Pro-Música Brasil) | arany      | 182.000   |
| Kanada (Music Canada)        | 2x platina | 200.000   |
| Franciaország (SNEP)         | 2x arany   | 411.900   |
| Németország (BVMI)           | arany      | 250.000   |
| Japán (RIAJ)                 | arany      | 329.382   |
| Hollandia (NVPI)             | arany      | 50.000    |
| Spanyolország (PROMUSICAE)   | 2x platina | 200.000   |
| Svájc (IFPI Switzerland)     | arany      | 25.000    |
| Egyesült Királyság (BPI)     | 2x platina | 600.000   |
| Egyesült Államok (RIAA)      | 2x platina | 2.000.000 |
| Világszerte                  |            | 7.000.000 |

## Bibliográfia
- Christgau, Robert. Madonna, Christgau's Consumer Guide: Albums of the '90s. Macmillan Publishers (2000). ISBN 0-312-24560-2
- Cross, Mary. Madonna: A Biography. Greenwood Publishing Group (2007). ISBN 0-313-33811-6
- Guilbert, Georges-Claude. Madonna As Postmodern Myth. McFarland (2002). ISBN 0-7864-1408-1
- Metz, Allen. The Madonna Companion: Two Decades of Commentary. Music Sales Group (1999). ISBN 0-8256-7194-9
- Morton, Andrew. Madonna. Macmillan Publishers (2002). ISBN 0-312-98310-7
- Nyman, Jake. Suomi soi 4: Suuri suomalainen listakirja, 1st (finnish nyelven), Helsinki: Tammi (2005). ISBN 951-31-2503-3
- Sisältää hitin. Otava (2006). ISBN 951-1-21053-X
- O'Brien, Lucy. Madonna: Like an Icon. Bantam Press (2008). ISBN 978-0-552-15361-4
- Rooksby, Rikky. The Complete Guide to the Music of Madonna. Omnibus Press (2004). ISBN 0-7119-9883-3
- Ryan, Gavin. Australia's Music Charts 1988–2010, pdf, Mt. Martha, VIC, Australia: Moonlight Publishing (2011)
- Salaverri, Fernando. Sólo éxitos: año a año, 1959–2002. Spain: Fundación Autor-SGAE (2003). ISBN 84-8048-639-2
- Taraborrelli, Randy J.. Madonna: An Intimate Biography. Simon & Schuster (2008). ISBN 978-0-330-45446-9